# Ayi Silva Kangani
Ayi Silva Kangani-Soukpe (in ebraico סילבה קאני‎?, Kani Silva; Tel Aviv, 15 maggio 2003) è un calciatore israeliano, attaccante del Beitar Gerusalemme.

## Biografia
È nato a Tel Aviv da genitori togolesi.

## Carriera
Kangani è cresciuto nel settore giovanile dello Bnei Yehuda ed ha debuttato in prima squadra il 6 giugno 2020 nell'incontro di Ligat ha'Al vinto 5-0 contro l'Hapoel Hadera, dove ha trovato subito il suo primo gol a fissare il punteggio sul momentaneo 4-0. Due giorni più tardi ha firmato il suo primo contratto professionistico e nel marzo del 2021 è passato in prestito all'Hakoah Ramat Gan fino al termine della stagione.
Rientrato al club arancio-verde, nel frattempo retrocesso in Liga Leumit, ha iniziato a giocare con maggior costanza e nella stagione 2022-2023 si è messo in mostra mettendo a segno 8 reti. In scadenza di contratto, il 28 maggio 2023 è stato acquistato dall'Austria Vienna con cui ha sottoscritto un quadriennale. Ha debuttato con il nuovo club il 6 agosto seguente nell'incontro di Bundesliga vinto 2-0 contro l'Austria Lustenau. Utilizzato prevalentemente nella società filiale in seconda divisione, lo Stripfing, a fine stagione ha fatto ritorno a Israele dove ha firmato un quadriennale con il Beitar Gerusalemme.

## Statistiche
Statistiche aggiornate all'11 gennaio 2025.

### Presenze e reti nei club
| Stagione           | Squadra            | Campionato         | Campionato | Campionato | Coppe nazionali | Coppe nazionali | Coppe nazionali | Coppe continentali | Coppe continentali | Coppe continentali | Altre coppe | Altre coppe | Altre coppe | Totale | Totale | Totale |
| Stagione           | Squadra            | Comp               | Pres       | Reti       | Comp            | Pres            | Reti            | Comp               | Pres               | Reti               | Comp        | Pres        | Reti        | Pres   | Reti   |        |
| ------------------ | ------------------ | ------------------ | ---------- | ---------- | --------------- | --------------- | --------------- | ------------------ | ------------------ | ------------------ | ----------- | ----------- | ----------- | ------ | ------ | ------ |
| 2019-2020          | Bnei Yehuda        | LHA                | 6          | 2          | CI+TC           | 1+0             | 0               | -                  | -                  | -                  | -           | -           | -           | 7      | 2      |        |
| 2020-mar. 2021     | Bnei Yehuda        | LHA                | 6          | 0          | CI+TC           | 0+2             | 0               | -                  | -                  | -                  | -           | -           | -           | 8      | 0      |        |
| mar.-giu. 2021     | Hakoah Ramat Gan   | A                  | 12         | 3          | CI              | 0               | 0               | -                  | -                  | -                  | -           | -           | -           | 12     | 3      |        |
| 2021-2022          | Bnei Yehuda        | LL                 | 13         | 1          | CI+TC           | 1+0             | 0               | -                  | -                  | -                  | -           | -           | -           | 14     | 1      |        |
| 2022-2023          | Bnei Yehuda        | LL                 | 26         | 8          | CI+TC           | 0               | 0               | -                  | -                  | -                  | -           | -           | -           | 26     | 8      |        |
| Totale Bnei Yehuda | Totale Bnei Yehuda | Totale Bnei Yehuda | 51         | 11         |                 | 4               | 0               |                    | -                  | -                  |             | -           | -           | 55     | 11     |        |
| 2023-2024          | Austria Vienna     | BL                 | 4          | 0          | CA              | 1               | 0               | UECL               | 1                  | 0                  | -           | -           | -           | 6      | 0      |        |
| 2023-2024          | Stripfing          | 2L                 | 16         | 2          | CA              | 0               | 0               | -                  | -                  | -                  | -           | -           | -           | 16     | 2      |        |
| 2024-2025          | Beitar Gerusalemme | LHA                | 17         | 5          | CI+TC           | 0+3             | 0+1             | -                  | -                  | -                  | -           | -           | -           | 20     | 6      |        |
| Totale carriera    | Totale carriera    | Totale carriera    | 88         | 18         |                 | 8               | 1               |                    | 1                  | 0                  |             | -           | -           | 97     | 19     |        |